# Eleccions federals alemanyes de 1961
Les eleccions federals alemanyes de 1961 se celebraren el 17 de setembre de 1961 per a elegir els membres del Bundestag de la República Federal d'Alemanya.
| ← Eleccions federals alemanyes, 17 de setembre de 1961 → |            |                     |                      |                |                      |                       |
| Partit                                                   | Vots       | Percentatge de vots | Diferència vers 1957 | Total d'escons | Diferència vers 1957 | Percentatge d' Escons |
| Unió Demòcrata Cristiana d'Alemanya (CDU)                | 11.283.901 | 35,8%               | -3,9%                | 192            | -23                  | 38,5%                 |
| Unió Social Cristiana (CSU)                              | 3.014.471  | 9,5%                | -1,0%                | 50             | -5                   | 10,0%                 |
| Partit Democràtic Lliure (FDP)                           | 4.028.766  | 12,8%               | +5,1%                | 67             | +26                  | 13,4%                 |
| Partit Socialdemòcrata (SPD)                             | 11.427.355 | 36,2%               | +4,5%                | 190            | +21                  | 38,1%                 |
| Altres                                                   | 1.796.408  | 5,7%                |                      | 0              |                      | 0,0%                  |
| Totals                                                   | 31.550.901 | 100,0%              |                      | 499            | +2                   | 100,0%                |

## Post-elecció

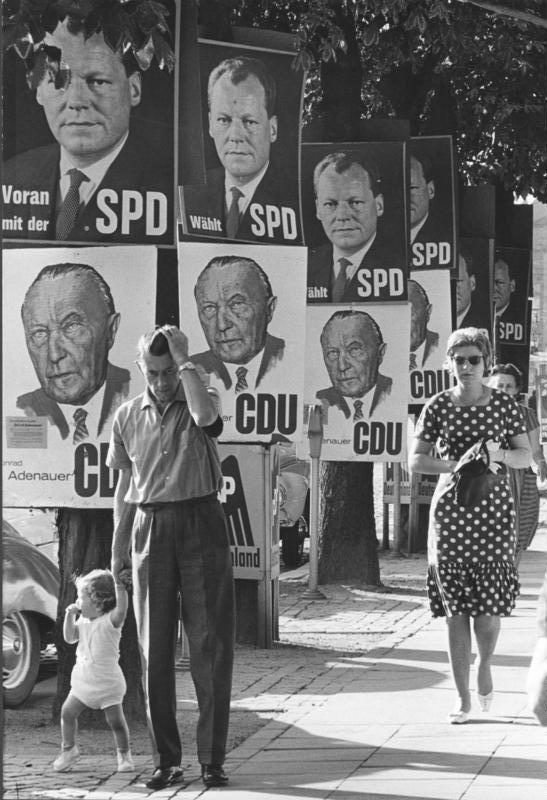
Cartells de les eleccions

Konrad Adenauer es manté en la cancelleria liderant la coalició CDU/CSU amb el FPD